# Toulouse Université Club
 (mars 2022).
Si vous disposez d'ouvrages ou d'articles de référence ou si vous connaissez des sites web de qualité traitant du thème abordé ici, merci de compléter l'article en donnant les références utiles à sa vérifiabilité et en les liant à la section « Notes et références ».
Le Toulouse Université Club (le TUC) est un club omnisports créé en 1905, situé à Toulouse.
Il est membre de la Fédération française des clubs omnisports (FFCO) et de l'Union Nationale des Clubs Universitaires (UNCU)
Les 18 sections du club sont les suivantes : athlétisme (SATUC), aviron, badminton, canne de combat, escrime, handball (Entente TUB-Balma), hockey sur gazon, karaté, lutte, plongée, roller, rugby à XV, ski/snow, Takraw, tennis, triathlon, ultimate, vacances et formation, volley-ball (Spacer's Toulouse Volley, en entente avec le TOAC) Watersports.

## Athlètes célèbres
- Guy Laporte, rugby à XV

Ancien logo jusqu'en 2019

- Mathieu Brulet, athlétisme, champion de France de marathon 2018
- Djilali Bedrani, athlétisme, champion de France de cross court 2018, champion du monde militaire cross court 2018, 10e au championnat d'Europe de 3 000 m steeple en juillet 2018
- Maxime Valet[1], escrime handisport
- Clément Gonzales champion de France de Sambo 2020
- Pauline Bugnard, aviron
- Thibault Colard, aviron
- Paul Costes, rugby à XV
- Sofiane Oumiha[2], champion du monde de boxe poids léger 2017